# كونكورد (ماساتشوستس)
كونكورد (بالإنجليزية: Concord, Massachusetts)‏ هي بلدة أمريكية تقع في الولايات المتحدة في مقاطعة ميدلسيكس (ماساشوستس). يقدر عدد سكانها بـ 17,669 نسمة ومساحتها 67.4 كم2 وترتفع عن سطح البحر 43 متر.

## المدن التوأمة
مدن Nanae، سان مونديه وبغداد هي مدن توأمة لـكونكورد (ماساتشوستس).

## أعلام
- هال جيل
- نورمان راسموسن
- باغيت بروستر
- أندرو مكماهون
- ستيف كارل
- هنري ديفد ثورو
- دانيل تشستر فرانس
- جاي رايت فوريستر
- رالف والدو إمرسون
- هار غوبند خورانا
- روبرت وليامز وود